# 南坑街道
南坑街道，是中华人民共和国福建省漳州市芗城区下辖的一个乡镇级行政单位。

## 行政区划
南坑街道下辖以下地区：
腾飞社区、龙通社区、华元社区、东岳社区、洋筠社区、群裕社区、东关社区、漳糖社区、南坑社区、金冠社区、红旗社区、桃林社区、群兴社区、市后社区、岱山村、农友村、古塘村和坑头村。